# Birgitte Jørkov
Birgitte Jørkov (født i 1946 på Frederiksberg) er en dansk forfatter, der oprindeligt debuterede i 1986 med kogebogen Solens Køkken og siden som skønlitterær forfatter i 1997 med kriminalromanen Den skønne Helene.
Birgitte Jørkov er cand.mag. i dansk, historie, samt filosofi. Gennem årene har hun undervist meget som gymnasielærer, men også på tekniske skoler, handelsskoler og på universitetet.
Det var som rejseleder i Italien hun blev inspireret til at skrive sin kogebog Solens Køkken, der også indeholder fortælling om madkulturen i regionen Calabrien.
Hun modtog Det Danske Kriminalakademis debutantpris 1997.